# Coeloides strobilorum
Coeloides strobilorum är en stekelart som först beskrevs av Julius Theodor Christian Ratzeburg 1848.  Coeloides strobilorum ingår i släktet Coeloides och familjen bracksteklar. Inga underarter finns listade i Catalogue of Life.